# 臺灣總督府交通局

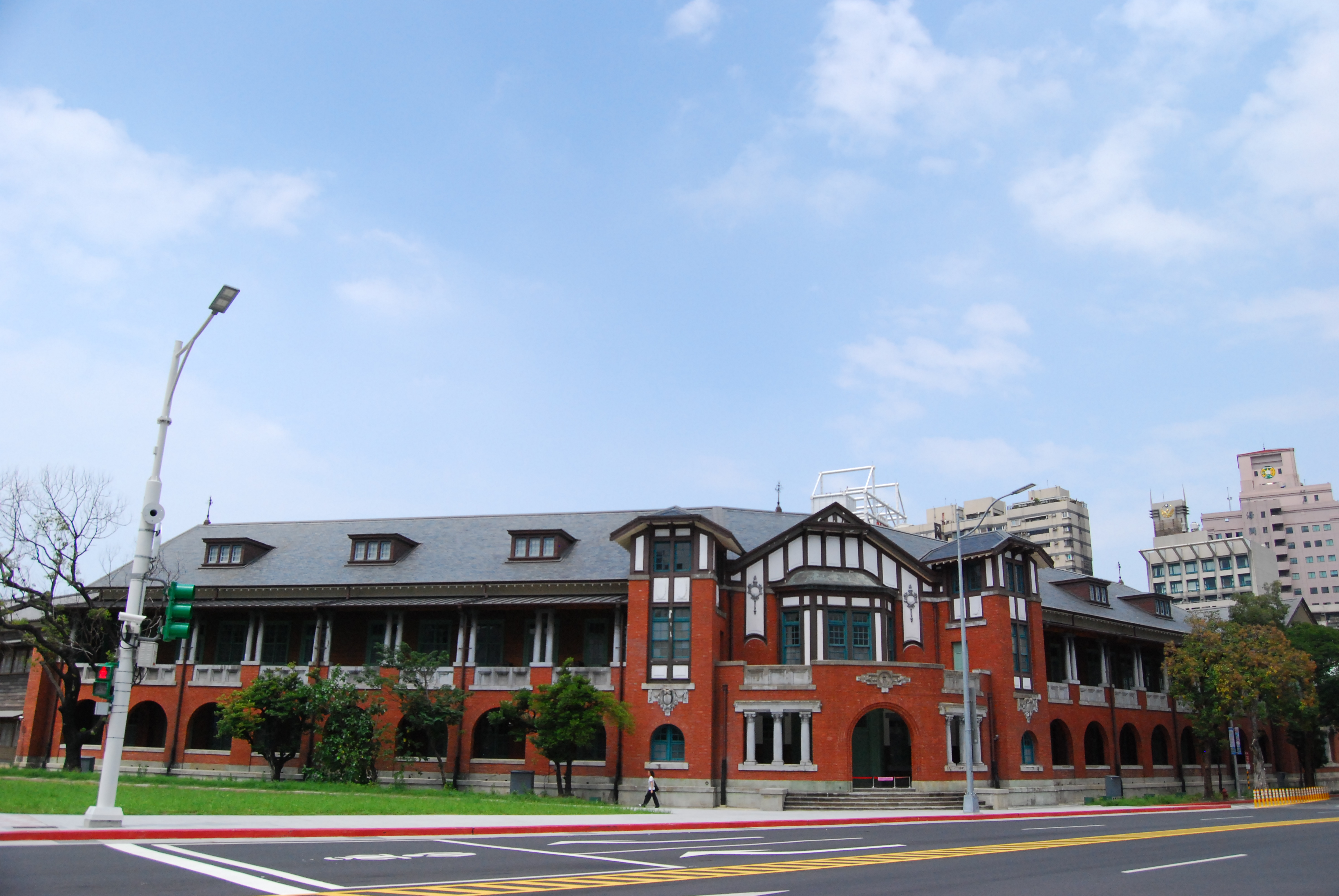
臺灣總督府交通局鐵道部

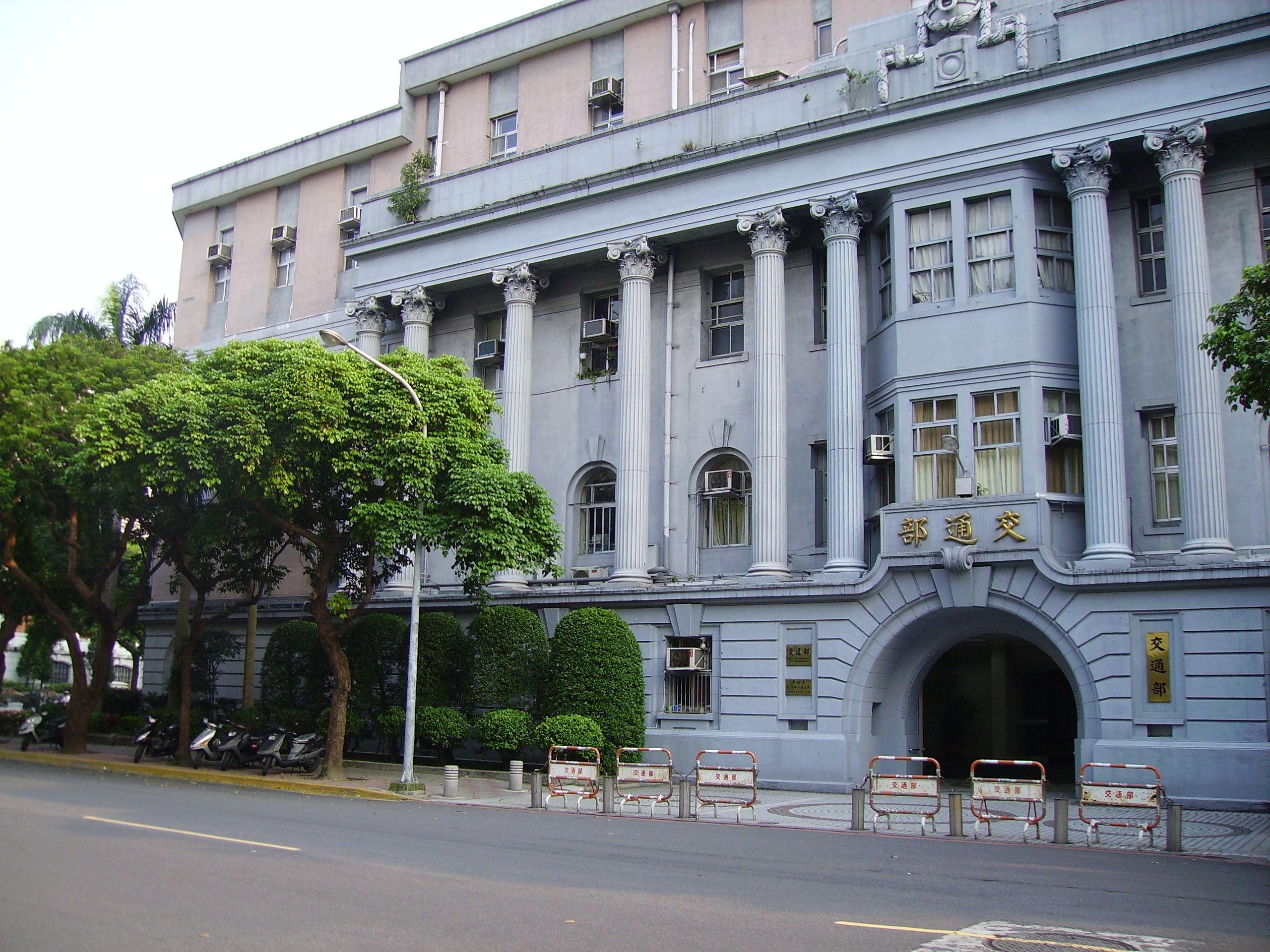
臺灣總督府交通局遞信部

臺灣總督府交通局，為臺灣日治時期掌管全台灣鐵路運輸、通信事業、道路港灣和海運行政等交通事務的部門，成立於1924年12月，設於台北市泉町的鐵道部廳舍內，其轄下有鐵道部、遞信部、海務部以及多處所屬機關。

## 介紹
1924年12月，鐵道部、民政部遞信局與部分內務局合併為交通局，成為獨立的交通部門。鐵道部掌管鐵路和公路相關事業，遞信部掌管郵便、電信、電話、為替貯金、保險、年金、航空、海事與原屬於土木局的電力與瓦斯事業。1944年，遞信部海事課升格為海務部。

## 組織 (1944年)
- 交通局
  - 總務課
  - 遞信部
    - 總務課
    - 監理課
    - 貯蓄課
    - 工務課
    - 航空課
    - 監察係

  - 鐵道部
    - 總務課
    - 經理課
    - 業務課
    - 施設課
    - 工作課
    - 監理課

  - 海務部[2]
    - 總務係
    - 海運課
    - 船舶課
    - 港灣課

## 人事

### 局長
| 任次 | 肖像 | 姓名 (生–卒)           | 在任時間       | 在任時間       | 備註                   |
| ---- | ---- | ---------------------- | -------------- | -------------- | ---------------------- |
| 代理 |      | 後藤文夫 (1884–1980)   | 1924年12月25日 | 1925年4月29日  | 以總務長官代理。       |
| 1    |      | 生野團六 (1878–1973)   | 1925年4月29日  | 1927年4月23日  |                        |
| 2    |      | 木下信 (1884–1959)     | 1927年4月13日  | 1928年7月21日  |                        |
| 代理 |      | 河原田稼吉 (1886–1955) | 1928年7月21日  | 1928年12月26日 | 以總務長官代理。       |
| 3    |      | 丸茂藤平 (1882–1956)   | 1928年12月26日 | 1929年9月13日  |                        |
| 4    |      | 白勢黎吉 (1883–？)     | 1929年9月13日  | 1932年3月15日  | 以交通局鐵道部長兼任。 |
| 5    |      | 堀田鼎 (1883–1942)     | 1932年3月15日  | 1936年10月16日 |                        |
| 6    |      | 泊武治 (1889–1953)     | 1936年10月16日 | 1940年12月3日  |                        |
| 7    |      | 副見喬雄 (1895–1978)   | 1940年12月3日  | 1945年1月12日  |                        |
| 8    |      | 小菅芳次 (1898–1961)   | 1945年1月12日  | 1945年10月25日 |                        |

#### 附註
1. ↑  原愛知縣名古屋市電氣局長。
2. ↑  改任東京府東京市電氣局長。
3. ↑  原內務局長。
4. ↑  因臺中不敬事件免職。
5. ↑  原岩手縣知事。
6. ↑  原高知縣知事。
7. ↑  原鳥取縣知事。
8. ↑  原香川縣知事。

### 道路港灣課長
| 任次 | 肖像 | 姓名 (生–卒)         | 在任時間       | 在任時間       | 備註                     |
| ---- | ---- | -------------------- | -------------- | -------------- | ------------------------ |
| 1    |      | 池田季苗 (1881–)     | 1924年12月25日 | 1932年3月16日  |                          |
| 2    |      | 松本虎太 (1879–1959) | 1932年3月16日  | 1941年10月15日 | 後任香川縣綾歌郡綾南町長 |
| 3    |      | 山下繁造 (1892–)     | 1941年10月15日 | 1943年12月1日  |                          |